# قناری (فیلم)
قناری فیلمی به کارگردانی  و نویسندگی جواد اردکانی محصول سال ۱۳۸۲ است.

## بازیگران
- ابراهیم خضر
- عبد عسقول
- رافی اطامیان
- عبید سرحان
- ماجده الرز
- منی سلوم
- سمیه ابوهواش
- خلیل ابراهیم